# Saint-Pompain
Saint-Pompain település Franciaországban, Deux-Sèvres megyében. Lakosainak száma 954 fő (2022. január 1.). Saint-Pompain Villiers-en-Plaine, Ardin, Coulonges-sur-l’Autize, Saint-Hilaire-des-Loges, Benet és Rives-d’Autise községekkel határos.

## Népesség
A település népessége az elmúlt években az alábbi módon változott:
| Lakosok száma | 976  | 953  | 954  | 943  | 943  | 944  | 948  | 951  | 954  |
|               | 2013 | 2015 | 2016 | 2017 | 2018 | 2019 | 2020 | 2021 | 2022 |